# Rete tranviaria di Bergamo
La rete tranviaria di Bergamo, realizzata a partire dal 1907 sulla base di alcune linee preesistenti, arrivò a contare nove linee tranviarie urbane e suburbane con sviluppo totale di oltre 40 km, diventando un elemento essenziale per lo sviluppo urbanistico della città orobica, fino alla sua soppressione avvenuta nel 1958.
A partire dal 2009 il tram è tornato nuovamente a Bergamo, grazie all'attivazione della linea Bergamo-Albino, realizzata sul sedime dell'ex Ferrovia della Valle Seriana, soppressa nel 1967.

## Storia
Il primo progetto concreto di una tranvia a Bergamo fu elaborato dall'ingegner Sigismondo Ghilardi, aiutato dal cavalier Ferdinando Pistorius: presentato l'8 settembre 1879, esso prevedeva un prolungamento della preesistente tranvia Bergamo-Treviglio, inaugurata a partire da tale anno, fra Porta Nuova e la piazzetta del Colle Aperto, realizzando così un collegamento fra la città bassa e quella alta.

### I primi tram urbani

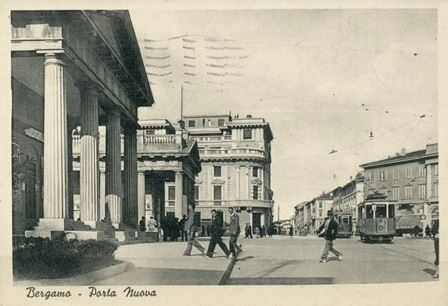
Porta Nuova

Dopo l'istituzione, avvenuta nel 1884, di un primo servizio di tram a cavalli, a fine febbraio 1885 l'ingegner Fermo Conduri e il signor Federico Chiari presentarono al consiglio comunale di Bergamo i progetti per una rete tranviaria a cavalli in città bassa e una funicolare tra città bassa e città alta, relazione per servire la quale era stata sperimentata con scarso successo nel 1872 una locomotiva stradale a vapore sistema Thomson.
Questo tipo di progettualità nella città orobica non era nuova: già nel 1856 l'ingegner Angelo Ponzetti aveva proposto a sua volta una linea di tram a cavalli che dall'area dell'antica Fiera si sarebbe dovuta dirigere all'allora palazzo del Municipio, avvalendosi di una galleria lunga oltre 60 metri.
Nel 1886 l'ingegnere emiliano Alessandro Ferretti, vero pioniere nella progettazione di funicolari in Italia propose la costruzione di un impianto di questo tipo tra città bassa e città alta e una rete tranviaria: il 10 settembre dello stesso anno il Comune stipulò col Ferretti un contratto per la costruzione di tale funicolare e per una linea tranviaria di adduzione alla stessa, detta "del Sentierone".
A tale scopo fu costituita dallo stesso imprenditore una società, che l'8 gennaio 1887 ottenne, oltre alla concessione della funicolare, anche quella dell'intero servizio di trasporto pubblico cittadino, per una durata di 80 anni. La funicolare di Bergamo Alta fu terminata nel medesimo anno, entrando in servizio il 20 settembre 1888.
Le relazioni gestite dalla società fondata dal Ferretti erano due:
- una linea dal centro alla funicolare per Bergamo Alta
- una linea da piazza Pontida (Cinque Vie) a Borgo Santa Caterina, che transitava per le vie Tasso e Pignolo.

### Le tranvie elettriche

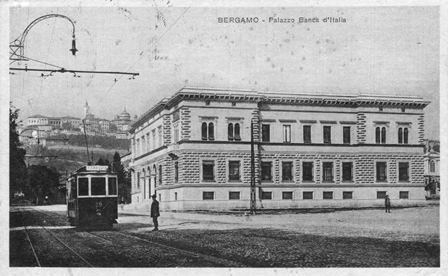
Tram davanti alla Banca d'Italia

Il 15 aprile 1890 si costituì a Bergamo la Società Anonima Funicolare e Tramvia (SAFT), alla quale Ferretti, che al ruolo del gestore preferiva quello dell'imprenditore, cedette i diritti e le sue concessioni a lui intitolate; il 1º settembre dello stesso anno la nuova azienda ottenne la facoltà di elettrificare la linea tranviaria fra la stazione e la funicolare, il cui esercizio a trazione elettrica venne inaugurato alcuni anni più tardi, l'8 ottobre 1898.
Nel 1902 iniziarono le trattative fra il Comune di Bergamo e la SAFT per la municipalizzazione dei servizi, che condussero alla stipula di un contratto preliminare il 21 aprile di tale anno, seguito il giorno 28 da quello per l'elettrificazione della linea tra piazza Pontida e la parrocchiale di Borgo S. Caterina, ancora esercita a trazione ippica.

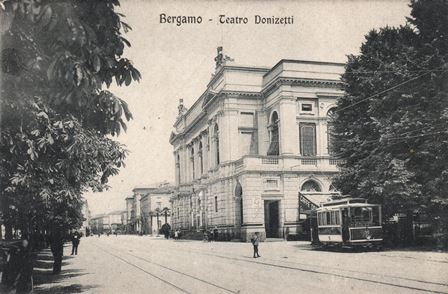
Teatro Donizetti

Il passaggio alla gestione pubblica non fu semplice: con delibere del consiglio comunale del 10 e 28 luglio 1906 furono riscattate le tranvie e le funicolari, ma la SAFT intraprese una causa al Comune, senza successo. Il 1º novembre 1906 la proprietà degli impianti e l'esercizio passarono dunque ufficialmente al Comune, passaggio in seguito confermato dal voto popolare nel referendum del 7 luglio 1907; poco dopo è costituita l'"Azienda della Funicolare e Tramvie Cittadine", al quale risultavano iscritti 6317 cittadini, di cui solo 2950 si recarono alle urne. Per la gestione dei servizi fu dunque fondata, nel novembre 1907, l'Azienda Municipalizzata Funicolari e Tranvie Elettriche (AMFTE).
Su indirizzo del Comune, l'AMFTE iniziò ad espandere la rete gestita e conseguentemente il numero delle relazioni gestite, raggiungendo anche i quartieri di nuova urbanizzazione e le località limitrofe a Bergamo. Tale processo, rallentato dallo scoppio della prima guerra mondiale la quale comportò altresì l'adozione di un orario ridotto e l'impiego di donne in sostituzione degli uomini chiamati alle armi, riprese in seguito alla cessazione delle ostilità pur fra le difficoltà del momento che videro fra l'altro il servizio tranviario paralizzato da scioperi tra il 18 aprile e il 10 giugno 1920.

L'ultima corsa tranviaria a Bergamo

Nel 1925 venne inaugurato il deposito di via Coghetti, capace di ospitare fino a centro vetture; alla chiusura delle tranvie l'edificio direzionale fu adibito a sede della Polizia Locale; nel settembre 1927, seguendo il clima politico dell'epoca, il consiglio comunale affrontò per la prima volta il tema della possibile sostituzione dei tram con autobus; difficoltà finanziarie fecero accantonare tale progetto. Dopo la seconda guerra mondiale la nuova dirigenza dell'AMFTE impostò un programma di trasformazione degli impianti in una rete filoviaria: la prima linea a essere sostituita, nel 1950, fu la 1 sul percorso Ferrovia-Funicolare.
Nel dicembre 1952 la linea 2 (Borgo S. Caterina-Ospedale), la 3 (Campagnola) e la 9 (Boccaleone) vennero sostituite da autoservizi, seguite nel giugno 1953 linea 10 (Porta Nuova-Gorle-Scanzo-Negrone); ad agosto 1953 la linea 4 (via Previtali-Cimitero) venne anch'essa filoviarizzata, seguita a dicembre 1953 dalla 5 (Porta Nuova-Seriate).
Nell'agosto 1954 fu trasformata in autoservizio la linea 7 (Stezzano), mentre nell'agosto 1956 diventò filoviaria la 6 (Porta Nuova-Colognola); l'ultima linea tranviaria, quella per Ponte S. Pietro, cessò l'esercizio il 20 agosto 1958.

## Caratteristiche
Realizzata con binari a scartamento metrico costituiti prevalentemente da normali rotaie a gola di tipo Phoenix, la rete tranviaria era alimentata alla tensione continua di 600 V e disponeva di alcune tratte in sede propria per le linee che collegavano le località più estreme, come nel caso di quella per Scanzo e Negrone la quale faceva capolinea, in tale località, in via Piave alla confluenza con via Brenta.
Al maggio 1946 la stessa risultava articolata su nove linee, per uno sviluppo totale di oltre 40 km.

### La rete

Tram urbano al capolinea della funicolare

Sotto la gestione AMFTE, che aveva ereditato le due linee realizzate dal Ferretti, si approvarono i prolungamenti della linea di Borgo Santa Caterina fino alla fermata della ferrovia di Valle Brembana, la cui sede ospitava in parte le corse dei "tram rossi" in servizio sulla linea extraurbana Bergamo-Albino e lo studio delle linee per via San Bernardino, via Broseta e via Previtali.
Nell'aprile 1919 fu inaugurata la linea Cimitero-Daste; il 3 novembre fu la volta della Daste-Seriate, mentre alla fine dell'anno iniziarono i lavori della linea per Colognola la cui inaugurazione avvenne il 3 maggio 1925, con prolungamento a Stezzano il successivo 13 giugno, dove faceva capolinea nella piazza centrale; il 22 novembre del medesimo anno fu la volta della linea per Ponte San Pietro.
Quest'ultima, dalle caratteristiche tipiche delle relazioni suburbane, partiva da via Galliccioli, transitava da piazza Pontida e proseguiva sino a Loreto; dopo una breve salita sino al colle che ospitava la colonia elioterapica, raggiungeva Longuelo e quindi Curno; sottopassata la ferrovia Bergamo-Lecco i tram giungevano infine al capolinea di Ponte San Pietro, all'inizio del paese.
Nel 1930 fu inaugurato il nuovo Ospedale Maggiore di Bergamo, raggiunto dalla linea 2 lungo le vie Garibaldi e dello Statuto.
Nel corso degli anni l'assetto della rete arrivò a contare dieci relazioni, alcune delle quali condividevano buona parte del percorso, o sfruttavano il tracciato delle precedenti tranvie extraurbane; nel 1937 le linee in esercizio erano:
- Linea 1 - Funicolare-Ferrovia

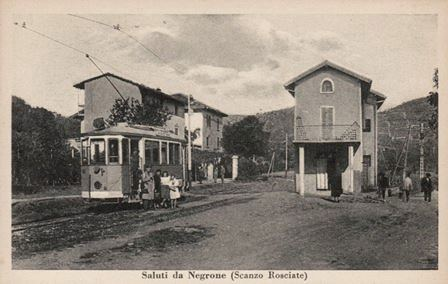
Negrone, capolinea

- Linea 2 - Borgo Santa Caterina-Via Statuto (Ospedale Principessa di Piemonte)
- Linea 3 - Porta Nuova (via Galliccioli)-Campagnola
- Linea 4 - Via Previtali-Cimitero
- Linea 5 - Porta Nuova (via Galliccioli)-Seriate (tratta urbana della tranvia Bergamo-Soncino)
- Linea 7 - Porta Nuova (via Galliccioli)-Colognola-Stezzano (tratta urbana della tranvia Lodi-Treviglio-Bergamo)
- Linea 8 - Porta Nuova (via Galliccioli)-Ponte San Pietro
- Linea 9 - Porta Nuova (via Galliccioli)-Esperia
- Linea 10 - Piazza Sant'Anna (Borgo Palazzo)-Gorle-Scanzorosciate-Negrone (tratta urbana della tranvia Bergamo-Trescore-Sarnico)

## Materiale rotabile

Elettromotrice della dotazione originaria in via XX Settembre

Allo scopo di sostituire i tram a cavalli con veicoli tecnologicamente più moderni, dopo aver visionato all'esposizione di Anversa alcune automotrici a vapore di costruzione americana analoghe alle automotrici Rowan impiegate dalla società australiana Victorian Railways, l'ingegner Ferretti progettò e fece realizzare due veicoli di concezione analoga. Tali vetture, soprannominate Serio e Brembo, offrivano la capacità di 24 passeggeri ciascuna e furono destinate al servizio sulla linea "del Sentierone", tra la stazione e il capolinea della funicolare; le stesse furono collaudate nel pomeriggio del 30 settembre 1887, entrando in esercizio il 13 novembre, mostrando peraltro risultati deludenti a causa della loro lentezza e della scarsa affidabilità nonché per il vincolo di utilizzarle una alla volta non essendo disponibili punti di incrocio lungo la linea. Per tali motivi i tram a vapore vennero ritirati dal servizio già nel 1888 e, dopo un tentativo di loro riutilizzo, accantonati infine nel 1889 sostituiti da tram a cavalli di proprietà della ditta Cornaro.
Per l'esercizio della prima linea a trazione elettrica della SAFT vennero impiegate motrici Miani e Silvestri a due assi costruite a partire dal 1905, e la dotazione del parco fu via via incrementata parallelamente all'ampliamento della rete: nel maggio 1946 risultano in servizio venti motrici a due assi risalenti al 1905 e diciannove acquisite nel 1925, quattro vetture a carrelli del 1934; le rimorchiate a due assi anch'esse della dotazione elettrica originaria, erano tre, cui se ne aggiungevano due analoghe acquisite nel 1925. In tale anno furono inoltre acquistate dalla Breda ulteriori quattro tram e tre rimorchiate a carrelli, consistenza che rimase pressoché invariata anche negli anni successivi: nel 1950 si registrava l'alienazione di quattro elettromotrici della dotazione originaria e l'acquisizione di due tram che negli archivi aziendali erano definiti come tipo "Modena" in quanto provenienti dal parco di elettromotrici costruito dalle Officine Meccaniche Reggiane nel 1920 per la rete urbana di tale città.
In vista ormai dell'imminente chiusura della rete, due rimorchiate furono cedute nel 1954 alla Società Tramvie del Friuli, che gestiva la rete tranviaria di Udine e la Tranvia Udine-Tarcento per l'utilizzo presso quest'ultima previo cambio dello scartamento.

## Galleria d'immagini

### Materiale motore - prospetto di sintesi
| Quantità | Anno di costruzione | Costruttore                  | Tipo                      | Note                                |
| -------- | ------------------- | ---------------------------- | ------------------------- | ----------------------------------- |
| 20       | 1905                | Miani & Silvestri            | Elettromotrici a due assi |                                     |
| 19       | 1925                |                              | Elettromotrici a due assi |                                     |
| 4        | 1934                |                              | Elettromotrici a carrelli |                                     |
| 4        | 1946                | Breda                        | Elettromotrici a carrelli |                                     |
| 2        | 1920                | Officine Meccaniche Reggiane | Elettromotrici a carrelli | Provenienti dalla rete di Modena    |
| 3        | 1905                |                              | Rimorchiate a due assi    |                                     |
| 3        | 1925                |                              | Rimorchiate a due assi    |                                     |
| 3        | 1946                |                              | Rimorchiate a carrelli    | Due unità cedute alla rete di Udine |